# Giancarlo Cucchiella
Giancarlo Cucchiella (L'Aquila, 18 de febrero de 1953) es un exjugador italiano de rugby que se desempeñaba como pilar.

## Selección nacional
Fue convocado a los Azzurri por primera vez en noviembre de 1973 para enfrentar a los Wallabies y disputó su último partido en mayo de 1987 ante los Flying Fijians. En total jugó 22 partidos y marcó un try (4 puntos por aquel entonces).

### Participaciones en Copas del Mundo
Solo disputó una Copa del Mundo, Nueva Zelanda 1987, donde los Azzurri fueron eliminados en fase de grupos. Cucchiella fue llevado como suplente, pero jugó como titular ante Fiyi y marcó un try en este partido, la única victoria italiana en el torneo y el último juego internacional de Cucchiella.
| Mundial                       | Sede          | Resultado    | PJ | Tries |
| ----------------------------- | ------------- | ------------ | -- | ----- |
| Copa Mundial de Rugby de 1987 | Nueva Zelanda | Primera fase | 1  | 1     |